# Sächsischer Wolf

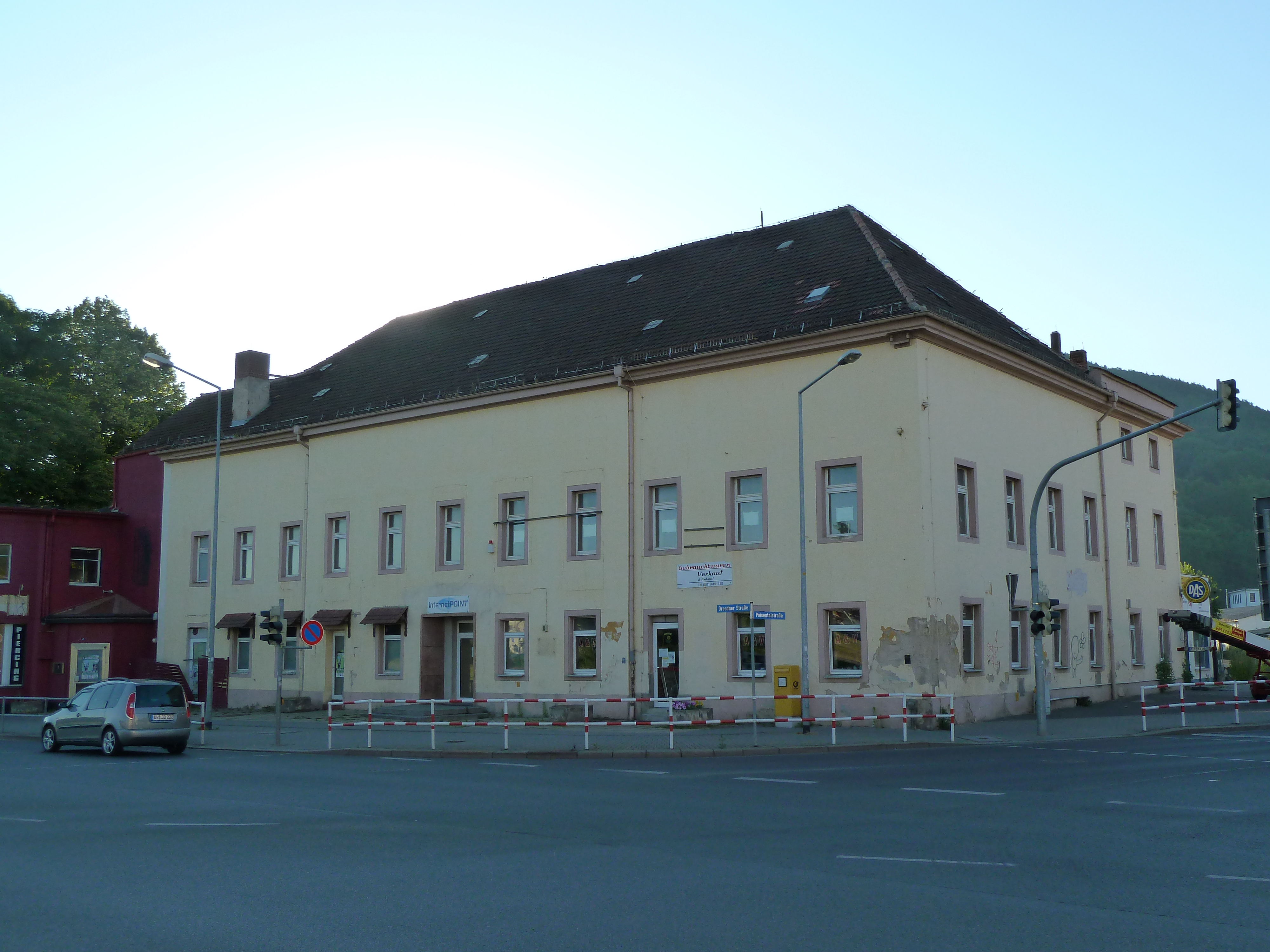
Das Gebäude wenige Monate vor seinem Abriss 2010; Ansicht von der Kreuzung

Der Sächsische Wolf war ein früherer Gasthof auf der Dresdner Straße 221 an der Kreuzung mit der Poisental- und der Hüttenstraße im Freitaler Stadtteil Deuben. Vor seinem Abriss 2010 befand sich das Gebäude in wechselnder Nutzung. Die Hüttenstraße und der nahe gelegene Deubener Busbahnhof wurden erst nach 2000 gebaut, jedoch war der Sächsische Wolf schon früher mit der Poisentalstraße als wichtige Verbindung in Richtung Possendorf und dem ehemaligen Straßenbahnhof Deuben zentral im Ort gelegen.

## Geschichte
Die Eröffnung des Gasthofes fiel in das Jahr 1850, als Johann Gottfried August Wolf, ein Industrieller aus Niederhäslich, zwei Gebäude an der Deubener Hauptstraße kaufte und zum Gasthof umbauen ließ. Jedoch zog er sich bereits nach einem Jahr Betrieb wieder aus dem Geschäft zurück. Bis 1877 wechselte der Inhaber des Lokals mehr als fünfzehn Mal. 1878 übernahm ein Herr Schoebel den Gasthof und ließ ihn ausbauen. Unter dem Inhaber Bruno Lehmann wurde der Sächsische Wolf vermehrt Treffpunkt örtlicher Vereine und Gruppierungen. Bis 1895 fanden zudem die Gottesdienste der römisch-katholischen St. Joachimsgemeinde im Saal des Gasthauses statt.
Am 30. Juni 1919 übernahm Valentin Wolf den Gasthof und ließ ihn großzügig erweitern. So kam es zur Vergrößerung des Saals und der Einrichtung einer Kleinkunstbühne. Zudem gab es täglich ein Unterhaltungsprogramm. Nach 1920 ließ Wolf zudem eine Kegelbahn mit fünf Bahnen und ein Café errichten. Die Nachfrage übertraf das Angebot bei weitem, sodass erneut umgebaut wurde und dabei das „Stadtcafé“ entstand, das neben dem 30 Meter langen und sieben Meter breiten Saal auch über Gemeinschaftszimmer verfügte. Von seinem Besitzer leitete sich wahrscheinlich auch der umgangssprachliche Name des Hauses ab. Der KPD-Vorsitzende Ernst Thälmann sprach 1925 im Gasthof. An diesem Umstand erinnerte noch bis zuletzt eine rechts des Haupteingangs angebrachte Tafel.
Nach dem Zweiten Weltkrieg ändert sich die Situation für den Gasthof. Im Jahr 1947 erwarb die SDAG Wismut das Gebäude und brachte eine Verpflegungsstelle für die Bergmänner der Steinkohlenschächte des Döhlener Beckens unter. Nach und nach öffnete sich das Lokal wieder für alle Gäste, es kam erneut zu Vorstellungen und Veranstaltungen in den Sälen des Sächsischen Wolfes.
Im Jahr 1960 übernahm der VEB Edelstahlwerk 8. Mai 1945 den Gasthof und baute ihn unter der Bezeichnung „Klub der Edelstahlwerker“ zum Kulturhaus für den zeitweise rund 5000 Mitarbeiter umfassenden Betrieb um. Das Gebäude wurde umfangreich modernisiert. Mit der Unterstützung des Stahlwerkes fanden regelmäßig Konferenzen und Veranstaltungsreihen statt. Künstler wie Wolfgang Stumph, Gunther Emmerlich, Tom Pauls und Armin Mueller-Stahl traten im Klub der Edelstahlwerker auf. Das „Stadtcafé“ wurde von der HO weitergeführt.
Nach der Wende hielt der neu gewählte Freitaler Stadtrat unter Bürgermeister Dietmar Lumpe am 6. Juni 1990 seine konstituierende Sitzung im Klub ab. Die Unterstützung des Edelstahlwerkes brach mit den gesellschaftlichen und wirtschaftlichen Umbrüchen der Nachwendezeit zusammen. Der Betrieb, der 1992 selbst kurz vor der Abwicklung stand, verkaufte das Gebäude. Anschließend gab es häufige Mieterwechsel. Nachdem die NPD 2004 erstmals in den Sächsischen Landtag eingezogen war, hielt die Partei eine Pressekonferenz in der mittlerweile heruntergekommenen Gaststätte ab. Der Sächsische Wolf fand aus diesem Grund überregional Erwähnung.
Im April 2010 kaufte die Stadt Freital die Immobilie von ihrem privaten Eigentümer und ließ sie unter Fördermitteleinsatz abreißen.

## Künftige Nutzung
Das Areal soll in Verbindung mit der Entwicklung des nördlich gelegenen Neumarkts zukünftig neu bebaut werden. Dazu wurde das Areal im Sommer 2016 bundesweit ausgeschrieben, worauf fünf Interessenten konkrete Konzepte für die Fläche vorlegten. Diese wurden ab März 2017 zur Bürgerbeteiligung öffentlich in der Stadtbibliothek präsentiert. Der Stadtrat stimmte anschließend für ein Konzept, das auf dem Gelände des Sächsischen Wolfs zwei Gebäude an Dresdner und Poisentalstraße mit Ladenflächen, zurückgesetzten Wohngebäuden und einem Platz zur Weißeritz hin vorsieht.